# F1 2019
F1 2019 Anniversary Edition (deutsch: Jubiläumsedition) ist ein Rennspiel, das von Codemasters entwickelt wurde. Es ist das elfte Spiel der Serie und der Nachfolger von F1 2018. Es wurde am 28. Juni 2019 für PlayStation 4, Xbox One und Windows veröffentlicht und basiert auf der Formel-1-Saison 2019. Das Spiel wurde von Codemasters am 28. März 2019 angekündigt. Alle 21 Rennstrecken, 20 Fahrer und zehn Teams der Formel-1-Weltmeisterschaft 2019 sind im Spiel enthalten. Das Spiel befand sich fast zwei Jahre lang in der Entwicklung.

## Neuerungen
Größte Neuerung ist die Einführung der Formel 2 mit der kompletten Lizenz der Saison 2018. Codemasters enthüllte diese Neuerung mit einer kleinen Sequenz im Trailer. Die Saison 2019 wurde im Laufe des Jahres als kostenloser Patch nachgereicht. Die Formel 2 fungiert als optionale Einführung in den Karrieremodus, kann aber auch wahlweise losgelöst von diesem gespielt werden. In der Karriere beinhaltet das Spiel zwei fiktive Fahrer, Lukas Weber und Devon Butler, die als potenzielle Konkurrenten für den Spieler fungieren und neben dem Spieler in die Formel 1 aufsteigen.
Im Karrieremodus kann der Spieler außerdem Trainingsprogramme simulieren lassen, die notwendig sind, um Forschungspunkte zu erhalten, wobei der Spieler dann nur die Hälfte der Punkte erhält.
F1 2019 ist das erste Spiel der Serie, in dem Fahrertransfers der KI-Fahrer möglich sind. KI-gesteuerte Fahrer können während eines Meisterschaftsjahres oder an dessen Ende die Teams wechseln. Diese Wechsel werden zufällig generiert.
Zusätzlich zu den bereits im Vorgänger enthaltenen klassischen Formel-1-Autos aus den vergangenen Saisons kommen die Fahrzeuge der Saison 1990 von Alain Prost und Ayrton Senna hinzu. Neu hierbei ist, dass beide Fahrer als 3D-Modell spielbar sind und sich spezielle Challenges mit ihnen absolvieren lassen. Beide Fahrer und Fahrzeuge sind in der Legends Edition enthalten oder können auch als kostenpflichtiger DLC gekauft werden.